# Nyírmihálydi, Szabolcs-Szatmár-Bereg
Nyírmihálydi  este un sat în districtul Nyírbátor, județul Szabolcs-Szatmár-Bereg, Ungaria, având o populație de 2.193 de locuitori (2011). 

## Demografie
Componența etnică a satului Nyírmihálydi
     Maghiari (68,03%)
     Romi (27,34%)
     Necunoscut (3,56%)
     Alții (1,07%)
Componența confesională a satului Nyírmihálydi
     Reformați (58,55%)
     Greco-catolici (11,26%)
     Fără religie (10,12%)
     Romano-catolici (9,03%)
     Necunoscută (11,04%)
     Alte religii (0,59%)
Conform recensământului din 2011, satul Nyírmihálydi avea 2.193 de locuitori. Din punct de vedere etnic, majoritatea locuitorilor (68,03%) erau maghiari, cu o minoritate de romi (27,34%). Apartenența etnică nu este cunoscută în cazul a 3,56% din locuitori.  Din punct de vedere confesional, majoritatea locuitorilor (58,55%) erau reformați, existând și minorități de greco-catolici (11,26%), persoane fără religie (10,12%) și romano-catolici (9,03%). Pentru 11,04% din locuitori nu este cunoscută apartenența confesională.